# Reon Radix
Reon Antonio Joshua Radix (* 1. Juli 1990) ist ein grenadinischer Fußballschiedsrichter.
Seit 2018 steht er auf der Liste der FIFA-Schiedsrichter und leitet internationale Fußballspiele.
Radix wurde für den Gold Cup 2021 nominiert, blieb jedoch ohne Einsatz als Hauptschiedsrichter. Beim Gold Cup 2023 wurde er als Unterstützungsschiedsrichter eingesetzt. Auch kam er in der CONCACAF Nations League in den Saisons 2019–21, 2022/23 sowie 2023/24 in jeweils drei Spielen zum Einsatz. Außerdem leitet er Spiele in der CONCACAF League sowie Qualifikations- und Freundschaftsspiele. 